# Arday Árpád
Arday Árpád, névváltozat: Ardai, Hervei Árpád, született: Hervey Here Árpád (Tata, 1860. április 1. – Budapest, 1936. június 19.) segédszínész. 

## Családja
Szülei Arday János és Ardayné Hervei Ida (Hervey Here Judit), testvérei Arday Attila és Arday Ida színészek voltak.

## Pályafutása
Törvénytelen gyermekként született, 1860. május 1-jén keresztelték Tatán. Gyerekszínészként kezdte pályáját Hubay Gusztávnál 1866-ban, ahol édesanyjával, Hervei Idával együtt lépett fel, majd 1868-ban Erdélyi-Szigeti Imre társulatában játszott. Az 1880-as években jogot és bölcsészetet tanult a Budapesti Királyi Magyar Tudomány-Egyetemen, majd később visszatért a színészi pályára, 1884. augusztus 5-én Bánfalvi Béla igazgató társulatában szerepelt Hervei Árpád néven. 1886-ban a Follinus-Szepessy-féle konzorcium tagjaként szerepelt Békésgyulán. 1905-ben a debreceni színház tagja volt, 1923-23-ban Palágyi Lajos társulatában játszott mint a férfikar tagja.

## Fontosabb szerepei
- York (William Shakespeare: III. Richárd)

## Működési adatai
1882: Martonffy Jenő; 1891: Makó Lajos; 1892–95: Rakodczay Pál; 1895–98: Halmai Imre; 1898: Fejér Károly, Follinus János; 1899: Deák Péter; 1900–1905: Makó Lajos; 1905–13: Zilahy Gyula; 1913–17: Mezei Béla; 1918: Heltai Jenő.